# 今城定淳
今城定淳（いまき さだのり、寛永12年（1635年）2月24日 - 元禄2年（1689年）5月27日）は、江戸時代前期の公卿。初名は今城為継。
中山冷泉為尚の子で、今城家の始祖。

## 官歴
- 正保2年（1645年）：従五位上、侍従
- 慶安2年（1649年）：正五位下、左少将
- 明暦4年（1658年）：従四位上
- 寛文2年（1662年）：正四位下
- 寛文6年（1666年）：正四位上、蔵人頭
- 寛文9年（1669年）：左中将、参議
- 寛文10年（1670年）：従三位、踏歌外弁
- 延宝2年（1674年）：権中納言
- 延宝3年（1675年）：正三位
- 天和元年（1681年）：従二位

## 系譜
- 父：中山冷泉為尚
- 子：今城定経